# Silvia Salgado Garrido
Silvia Salgado Garrido (Madrid, 18 de diciembre de 1969) es una periodista y presentadora de televisión española.

## Biografía
Es licenciada en Ciencias de la Información en Periodismo por la Facultad de Ciencias de la Información (Universidad Complutense de Madrid) (1987-1992). Con 18 años comenzó su andadura profesional en Antena 3 Radio, donde fue editora de informativos, redactora de ínformación política y jefa de Sociedad. 
En 1993 entra a trabajar en la Cadena SER como redactora de Hora 25. Meses después se convirtió en la editora de los Informativos de Hoy por hoy con Iñaki Gabilondo y fue la suplente de Javier González Ferrari en Hora 14. En esa época compaginó su labor en la radio con la presentación en Telemadrid de Teleempleo. Ese fue su salto a la televisión, concretamente a Antena 3, donde permanecería hasta 2001, con los programas La hora H de Jesús Hermida, Impacto total o Ver para creer.
En septiembre de 2001 y tras un breve paréntesis que se toma por su segunda maternidad comienza a presentar en Telemadrid, Sucedió en Madrid en sustitución de Inés Ballester. Silvia Salgado fue la presentadora más longeva del veterano espacio de sucesos, que condujo durante cinco temporadas consecutivas, hasta 2006. Ádemás en 2002 compaginó la presentación de Sucedió en Madrid con Las mañanas de Silvia y numerosos programas especiales de Investigación TV.
En 2007 fue contratada por Mediapro.
Entre el 8 de septiembre y el 3 de octubre de 2008, presenta junto a Ana Belén Burgos, El método por dos en Antena 3, un magacín de actualidad vespertino que se emitía entre las 17:45 y 19:00, dando a continuación paso a El diario.
Entre enero de 2009 y marzo de 2013 presentó La suerte en tus manos de Loterías y Apuestas del Estado en La 2, en sustitución de Sandra Daviú, siendo sustituida por Daviú en 2013. 
Actualmente realiza cuñas para anuncios de radio y de televisión, labor que compagina con la de consultora inmobiliaria en la inmobiliaria "Remax Fusión" desde enero de 2018.

## Vida privada
Está casada con el periodista Jesús Gallego.